# Den stora fisken äter den lilla
Den stora fisken äter den lilla är en teckning från 1556 av den sydnederländske konstnären Pieter Bruegel den äldre. Den illustrerar ett ordspråk. Bilden gjordes känd genom en gravyr skapad 1557 av Pieter van der Heyden och utgiven av Hieronymus Cock i Antwerpen.
I förgrunden sitter en far och talar till sin son, han pekar på den valstora fisken och ser ut att säga något till sonen. På gravyren står texten: "Se, [ECCE] den stora fisken äter den lilla fisken". Den stora fisken i centrum får sin mage uppskuren med en jättelik kniv. Ur fiskens mage och mun faller ett stort antal mindre fiskar, som i sin tur har ännu mindre fiskar i sina munnar. Runt om i bilden återupprepas detta motiv. I överkant på gravyren står texten "de rika förtrycker dig med sin makt" på latin (Opressio pauperum divites per potentiam opprimunt vos).

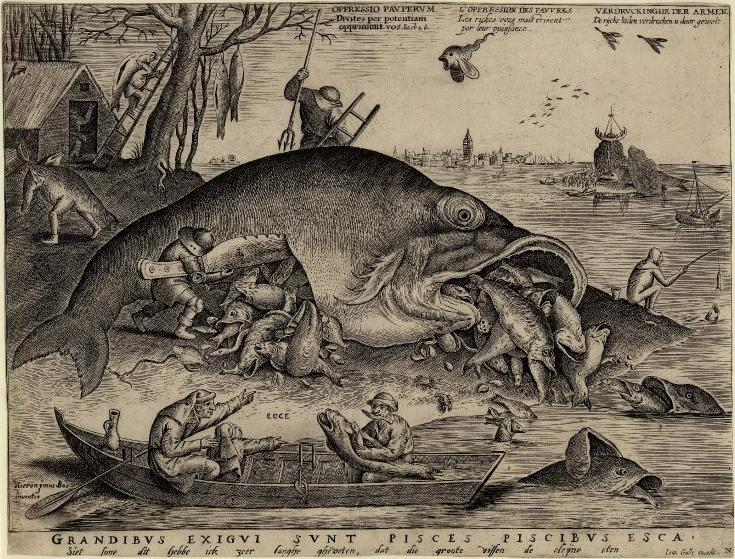
Gravyren av Pieter van der Heyden.

I gravyrens nedre vänstra hörn står "Hieronijmus Bos inventor" vilket gjorde att teckningen länge troddes vara skapad av Hieronymus Bosch (cirka 1450-1516). Flera av figurerna i teckningen är också hämtade ur Hieronymus Boschs bildvärld, som fisken med ben och den flygande fisken. Då den förberedande teckningen för gravyren har överlevt och är signerad så är det dock ingen tvekan om att det är Bruegel som gjort teckningen, dock kan den i sin tur grunda sig på en försvunnen förlaga av Bosch.
Originalteckningen mäter 216 gånger 307 millimeter och finns på konstmuseet Albertina i Wien.